# Phytolacca dioica
Phytolacca dioica (укр. багрина дводомна, фітолака дводомна) — вид квіткових рослин родини Phytolaccaceae. Етимологія: лат. dioicus — «дводомний».

## Опис
Масивне вічнозелене дерево з кроною обхватом від 12 до 15 метрів і досягає висоти 12–20 метрів. Дуже потовщений біля основи стовбур товстий, з сірою або сірувато-коричневою корою. Оскільки рослина походить від трав'янистих предків, її стовбур складається з аномального вторинного потовщення (і без річних кілець), а не справжньої деревини. У результаті, P. dioica зростає швидко, але її деревина м'яка і досить губчаста, щоб розрізати ножем. Так як сік отруйний, рослина не придатна для годівлі великої рогатої худоби і несприйнятлива до сарани та інших шкідників. Листки чергові шкірясті, темно-зелені з восковим блиском, прості, від овальних до яйцевидих, розміром 6–15 × 2,5–6 см. Суцвіття роздільностатеві з багатьма квітами. Жіночі квітки трохи менші, мають діаметр до 1,5 см. Плід — ягода 3-7 мм в довжину, при дозріванні темно-червона. Насіння яйцевиде, близько 3 мм завдовжки, темно-сіре або чорне.

## Середовище проживання
Батьківщина. Південна Америка: Бразилія; Аргентина; Парагвай; Уругвай; Болівія; Еквадор; Перу. Широко натуралізований (у тому числі Алжир, Франція, Греція, Іспанія, Гібралтар, Італія, Мальта) та культивований вид.

## Використання
Особливості рослини роблять її оптимальною для відточування техніки початківцями бонсаю.

## Галерея

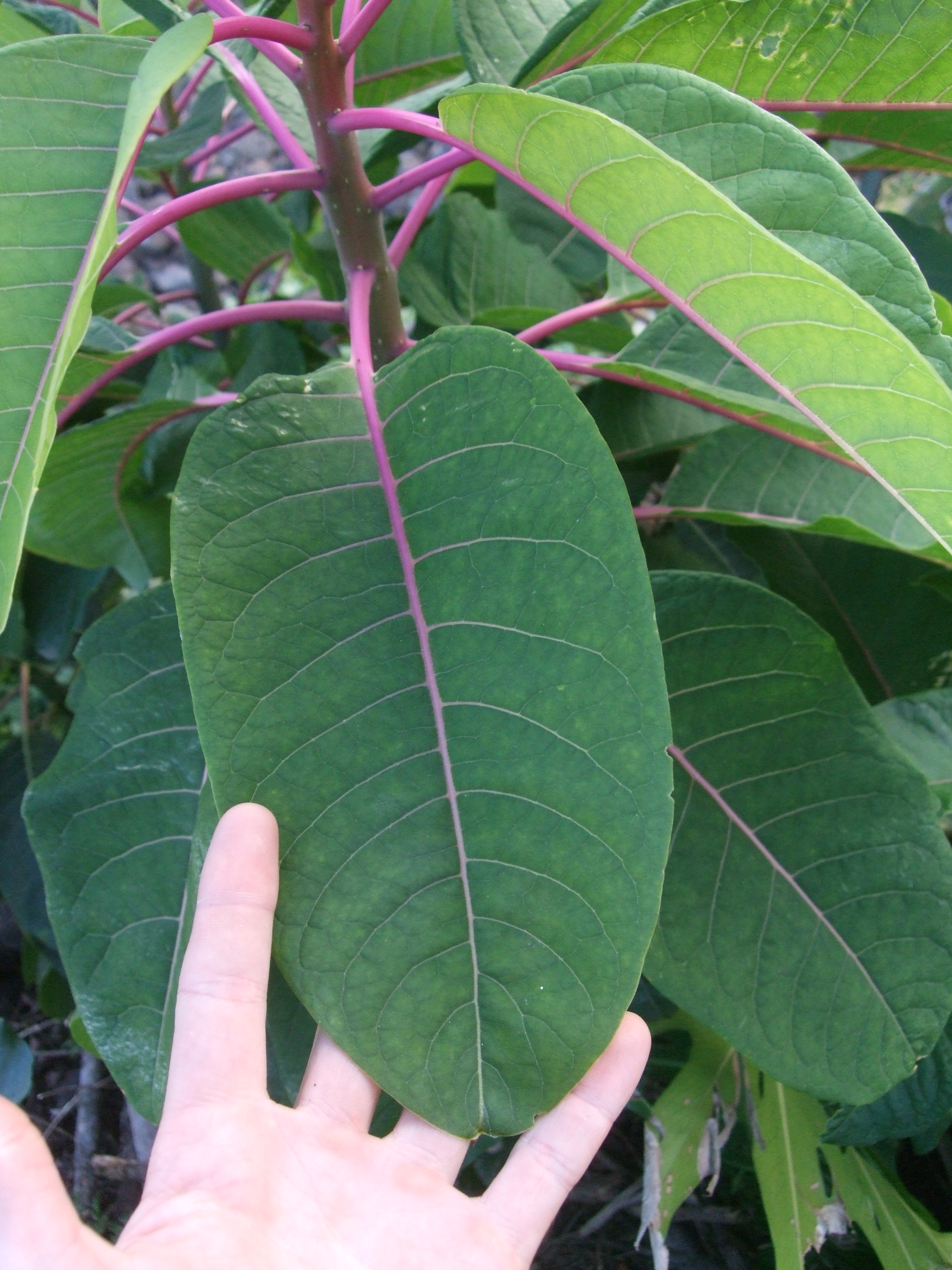
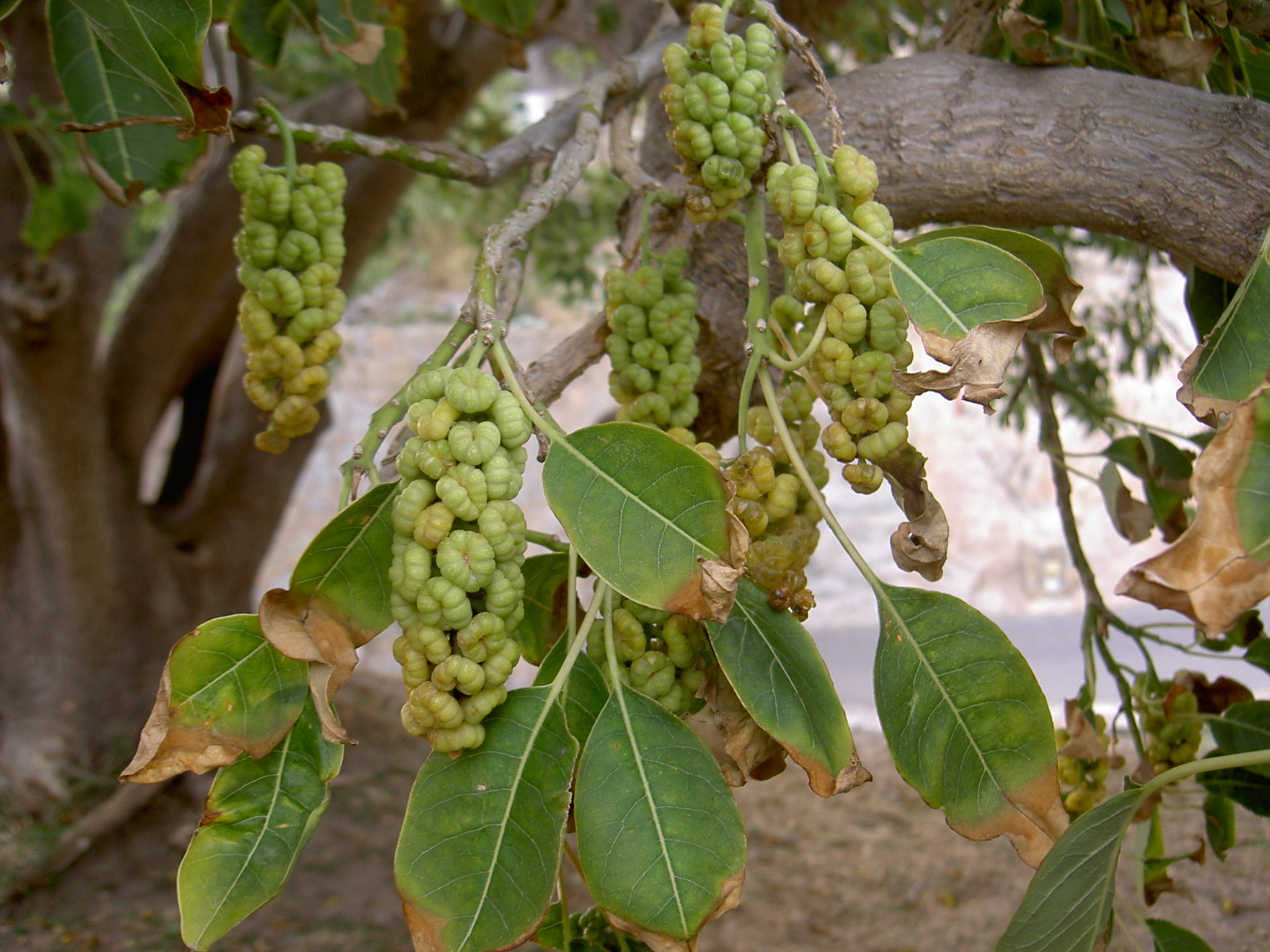
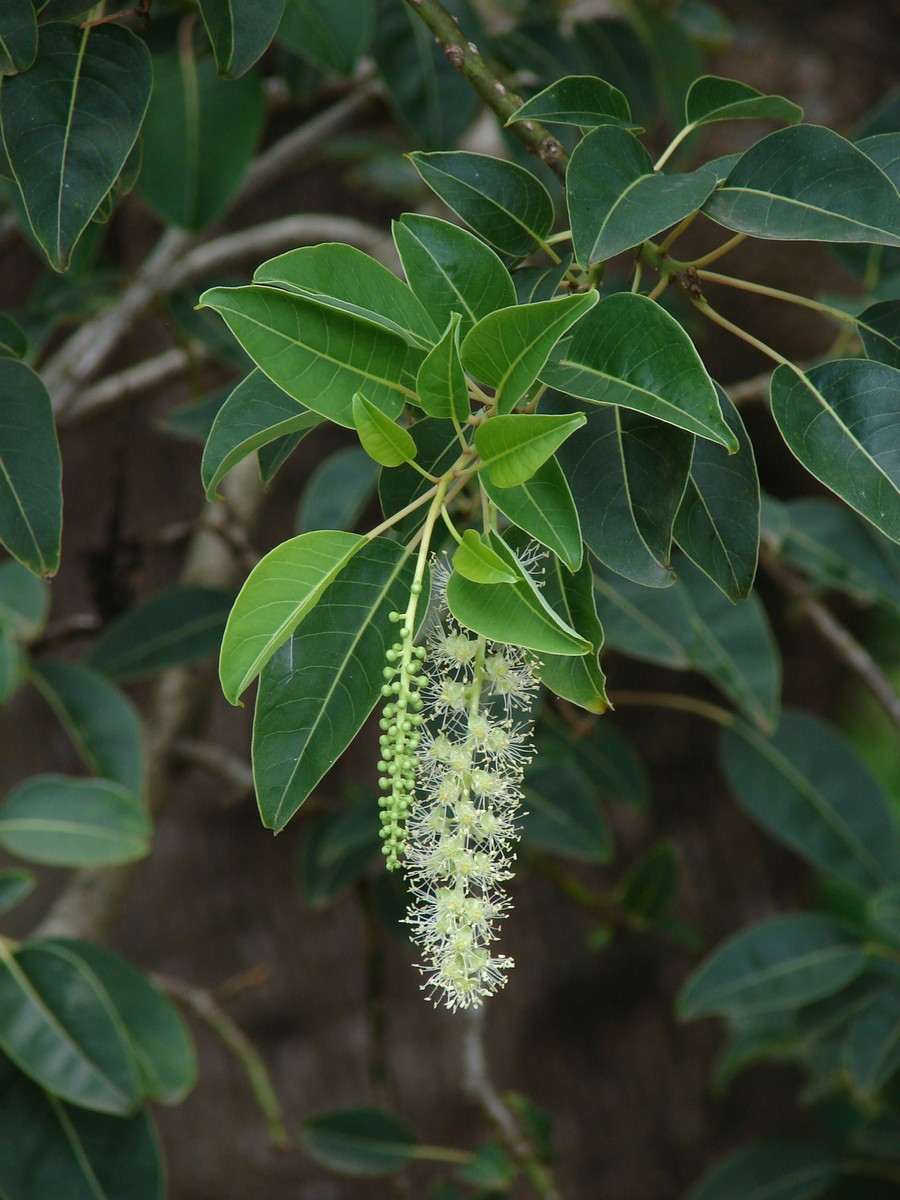
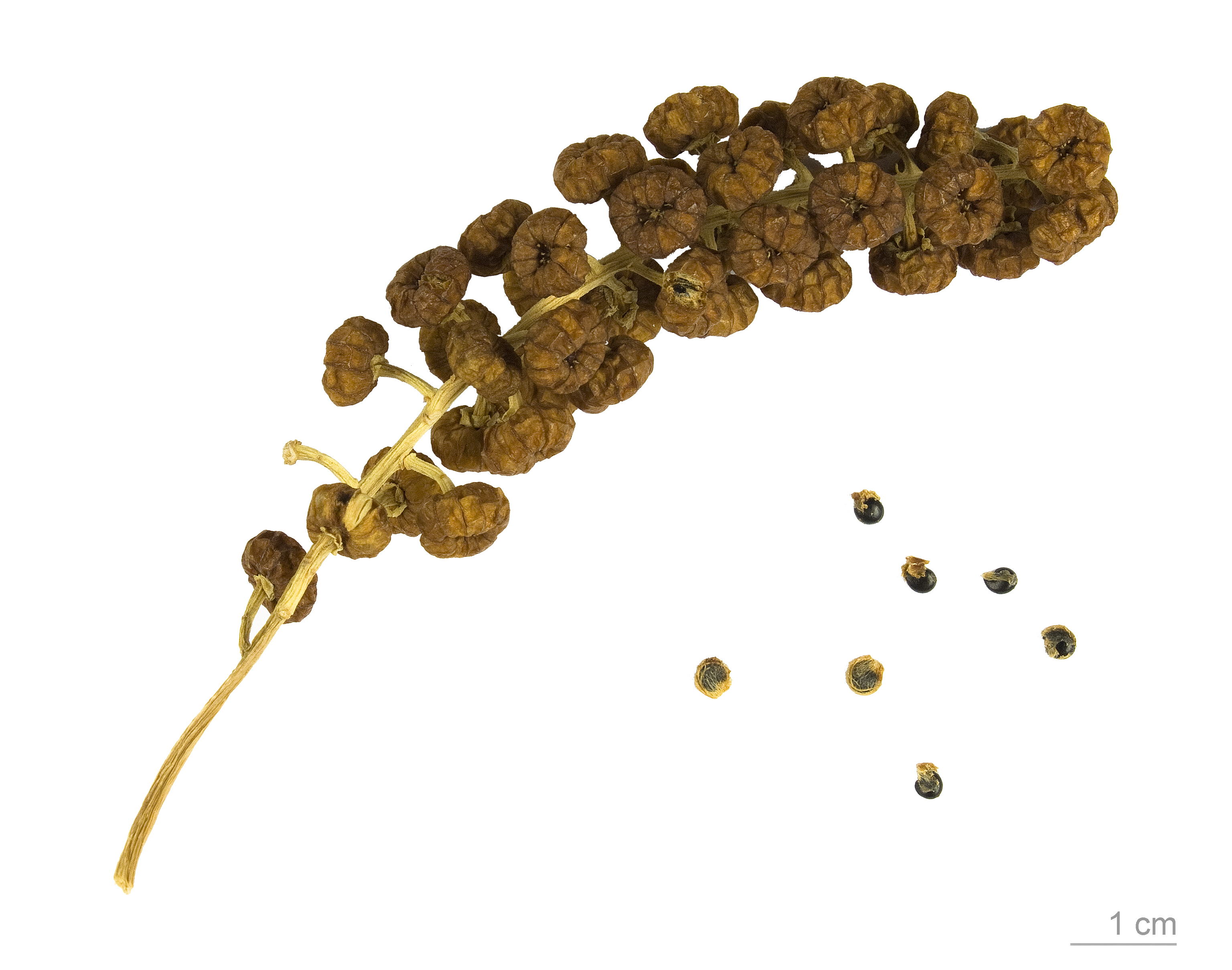